# Берндт, Александр Александрович
Александр Александрович Берндт (03.06.1869—05.08.1915) — русский военный  деятель, генерал-майор  (1916; посмертно). Герой Первой мировой войны, погиб в бою.

## Биография
Из дворянской семьи, внук скульптора Д. И. Иенсена, получившего российское гражданство в 1857 году. В 1886 году после окончания Второго кадетского корпуса  вступил в службу.
В 1887 году после окончания Павловского военного училища  произведён в подпоручики и выпущен в Нейшлотский 87-й пехотный полк. В 1891 году произведён в поручики,  в 1900 году  в штабс-капитаны после окончания Офицерской стрелковой школы.
С 1904 года участник Русско-японской войны, за боевые отличия в этой войне был награждён орденами Святой Анны 3-й степени с мечами и бантом и Святого Станислава 2-й степени с мечами. В 1906 году произведён в капитаны, в 1912 году в подполковники.
С 1914 года участник Первой мировой войны, в 1915 году произведён в полковники. Высочайшим приказом от 8 ноября 1914 года за храбрость награждён Георгиевским оружием :
За отличие и храбрость в боях проявленных против немецкой неприятельской армии будучи в чине подполковника 87-го Нейшлотского пехотного полка
5 августа 1915 года погиб в бою и 3 февраля 1916 года исключен из списков полка. 23 июля 1916 года Высочайшим приказом посмертно произведён в генерал-майоры.

## Награды
- Орден Святого Станислава 3-й степени с мечами и бантом (Мечи — ВП 10.03.1916)
- Орден Святой Анны 3-й степени с мечами и бантом (ВП 1905)
- Орден Святого Станислава 2-й степени с мечами (1906)
- Орден Святой Анны 2-й степени с мечами (1912; Мечи — ВП 19.12.1916)
- Высочайшее благоволение (ВП 10.12.1915)
- Георгиевское оружие (ВП 08.11.1914)